# ۱۰۶۶ (میلادی)
۱۰۶۶ میلادی شصت و ششمین سال از سده یازدهم در گاه‌شماری میلادی بود.

## رویدادها
- ۱۴ اکتبر: نبرد هیستینگز و پیروزی نورمن‌ها بر انگلیسی‌ها
- ۲۵ دسامبر: تاج‌گذاری ویلیام فاتح به عنوان پادشاه انگلستان

## درگذشت‌ها
- ادوارد خستو، پادشاه انگلستان